# CodeNEO
「codeNEO」（コードネオ）とは、国内大手印刷会社の凸版印刷株式会社が、次世代の映像メディアとして開発したフリーペーパー型DVDマガジンである。映画・音楽をはじめとするエンターテインメントや、ファッション・旅行などのライフスタイルに関する情報を映像と音声で紹介する、新しい広告収入型のフリーDVDである。
2005年10月17日に事業検証号を10万部発行。ユーザーアンケートデータを反映させた創刊準備号20万部を、2006年2月14日に発刊し、2006年3月20日に創刊号20万部を発刊した。
以後、奇数月の20日の隔月刊として発行されてきたが、2007年11月20日発行の第11号を最後に休刊した。
ホームページのサービスも2009年3月31日をもって終了した。

## 概要
「codeNEO」は、ヴィジョネア株式会社の「DVDMAGIC」という技術を採用し「インターネット連動型DVD」機能を実装しているのが大きな特長。ユーザーは映像コンテンツを見ながら、映像再生部分の右部に掲載配置しているバナーをクリックすることにより、インターネットに接続し詳細情報を得られるというものである。広告主は映像で商品を詳しく紹介してユーザーを引きつけ、自社のECサイトに直接誘導することが可能になる。また著作権保護の観点からも配慮されており、携帯電話のメール機能を使用したコンテンツの視聴制限機能を搭載している。パスワードをユーザーが取得すると視聴できる特定コンテンツの提供など、幅広いコンテンツの見せ方が可能となる。
「codeNEO」は25歳から35歳の男性をメインターゲットに、映画・音楽をはじめとするエンターテイメントやファッション・旅行などのライフスタイルに関する情報を、映像と音声で紹介しており。「脱力」「癒し」「懐かしさ」をテーマとし、心地よさを感じる空間で最新情報を発信するメディアとして位置づけている。。また、これまでにない「説得・購買直結型広告収入モデル」を取り入れたインターネット連動型DVDで「紙面広告」「映像広告」「バナ－広告」の3種類の広告を用意しており、広告主はユーザーに対して商品の告知から説明、ECを使った購買への誘導まで、多方面でのアプローチが可能となった。
　
凸版印刷は、今後成長が期待できるDVD市場で、新しい「観る」ライフスタイルを提供することを目指し、新しいコンテンツビジネスの創出を目指すつもりであったが、あまりの無反応と少数の不評により消失した。

## codeNEOの特長
- 国内初の広告収入型 無料配布DVD

- インターネット連動型DVD
  - DVDをパソコンで視聴すると、DVDに収録されている映像・音楽情報に加え、インターネットの情報も一つのインターフェースで同時に表示可能。
  - DVDを観ながらインターネットにアクセスし、ECで即時購入できるため、より購買に直結した広告情報の掲載を実現。

- パスワード視聴制限機能
携帯電話のメール機能を利用したコンテンツの視聴制限や課金決済を実現。ユーザーは画面に表示されたアドレスに空メールを送信し、パスワードを入手することにより、課金あるいは期間限定コンテンツの視聴が可能。

- 視聴情報のレポート化による掲載広告の効果測定
視聴情報をサーバで集計・レポート化するため、番組視聴率やリンクへのアクセス率などの数値データを収集し、それによる掲載広告の定量的な効果測定が可能。

- 3種類の広告によるメディアミックス
  - 紙面広告

保存性の高いDVDの媒体特性を活かし、ユーザーが手元で保管しやすい形状の紙面広告を採用。DVDに添付するカード型広告で、アイキャッチが高く印象に残る商品の告知が可能。
  - 映像広告

DVDの大容量性を活かした、分単位の商品映像や、プロダクトプレイスメントなどの番組内でのプロモーションを行うことで、より訴求力の高い「説得型」の商品紹介が可能。
  - コンテンツ連動のバナー広告

DVD画面上に視聴中のコンテンツと連動したスポンサー企業のバナー広告を表示し、ユーザーを随時スポンサー企業の公式サイトへ誘導することで、ユーザーの「購買に直結した」プロモーションが可能。

- DVDポイントシステム（創刊号以降）
DVD内映像コンテンツを視聴するとコンテンツに応じてポイントが加算され、それはメンバーズサイトである「NEO基地」のユーザーポイントに合算出来る。映像をどれだけの人に見られたか広告効果の測定が可能で、ポイントに応じたインセンティブをユーザーに付与することも可能。

- 電子カタログ閲覧機能創刊号以降）
DVDの中に電子カタログをpdf形式で格納することが出来、映像より詳細な説明が可能となる。

## 事業検証号
「codeNEO」は来年春の本格始動を前に、2005年10月17日よりアマゾンジャパンと提携して、事業検証号（通称：ゼロ号）10万部を配布している。この事業検証は、凸版印刷がDVD製作及び収録コンテンツの調達・製作を行い、インターネット広告を手がける日本大手のメディア・レップであるサイバー・コミュニケーションズがDVDの広告商品の企画を、またオンラインストアAmazon.co.jpが独自の流通チャネルを活かし、商品を発送する際に、本フリーDVDを同梱する形で配布を行うというもの。
この事業検証号にはフジテレビ、KDDI、マイクロソフト、ナイキジャパンなどの企業（約64社）がそれぞれの会社を代表する映像コンテンツを持ち寄っており、創刊準備号とはなっているものの、そのコンテンツボリュームは充分有償商品として提供できるほどのものであった。

## 創刊準備号
2006年2月14日、凸版印刷は前年10月に発行した事業検証版（通称：ゼロ号）で得た様々なデータやユーザーアンケートを基にトップメニュー画面やコンテンツ編集をリニューアルした「創刊準備号」（通称：0.5号）を発行した。
創刊号の大きなポイントとして「ポイントシステム」の連動がある。
これはDVD内映像コンテンツを見たら見た分だけDVD視聴ポイントがユーザーに付与されるというもの。
現在、メンバーズサイト「NEO基地」内では今までのクチコミキャンペーンで蓄積したBUZZポイントがあるが、創刊号以後はDVD内映像コンテンツを見た分だけ、このBUZZに加算することができるというもの。
さらにこのBUZZはいずれ、他のサービスと連携し、ユーザーメリットのある形へ発展させていく予定であった。

## codeNEO事業検証号（2005年10月17日発刊）参加企業一覧（50音順）
- （株）アイコン
- アストリックスキャピタルパートナーズ（株）
- アスミック・エースエンタテインメント
- （株）アフィニティネイション
- （株）アミューズ
- （株）アルファ・トレンド（現：株式会社　アルファ・テクノロジー）
- （株）IMAGICA
- （株）ヴィレッジヴァンガードコーポレーション
- （株）エースデュースコード
- （株）太田プロダクション
- （株）オスカープロモーション
- （株）カプコン
- ガンホー・オンライン・エンターテイメント（株）
- （有）キコリ
- （株）ギャガ・クロスメディア・マーケティング
- （株）ギャガ・コミュニケーションズ
- （株）クロスワープ
- KDDI（株）
- （株）ゲオ
- （株）サイバーマップジャパン
- （株）サンズエンタテインメント
- （株）GDH
- JTBグループ　ジェイ・アイ・シー観光創造研究所
- （株）ジョイックスコーポレーション
- 松竹（株）
- （株）スターダストプロモーション
- （株）スプーン
- （株）セップ
- タリーズコーヒージャパン（株）
- （株）つくばテレビ
- （有）ティ・ガレッジ
- teevee graphics, inc
- （株）TBSテレビ（DigiCon事務局）
- （株）ディムーブ
- デジタルサイト（株）
- （株）手嶋屋
- （株）テンカラット
- （株）トイズファクトリー
- 東京テアトル（株）
- 東芝エンタテインメント（株）
- 東宝（株）
- （株）ナイキジャパン
- ナウオンメディア（株）
- （財）日本映像国際振興協会（第18回東京国際映画祭実行委員会）
- （株）バディーズ
- （株）ハピネット
- （株）ピアニック
- （株）日立製作所
- （株）ビヨゴンピクチャーズ
- （株）ファントム・フィルム
- （株）フジテレビジョン
- （株）プログレスインタラクティブ
- （株）ホリプロ
- （株）マーケッティング・サービス
- マイクロソフト（株）
- （株）ユナイテッド・インターナショナル・ピクチャーズ・ファー・イースト（UIP映画）
- ユニバーサル　スタジオ コンシューマー プロダクツ ジャパン
- ユニバーサル・ピクチャーズ・ジャパン
- （株）リ・プラン
- （株）ルネサス テクノロジ
- レスパスビジョン（株）
- （株）ロボット
- ワーナーエンターテイメントジャパン（株）
- ワンズ・コミュニケーションズ（株）

＜以上2005年9月12日現在＞